# داكت الميون

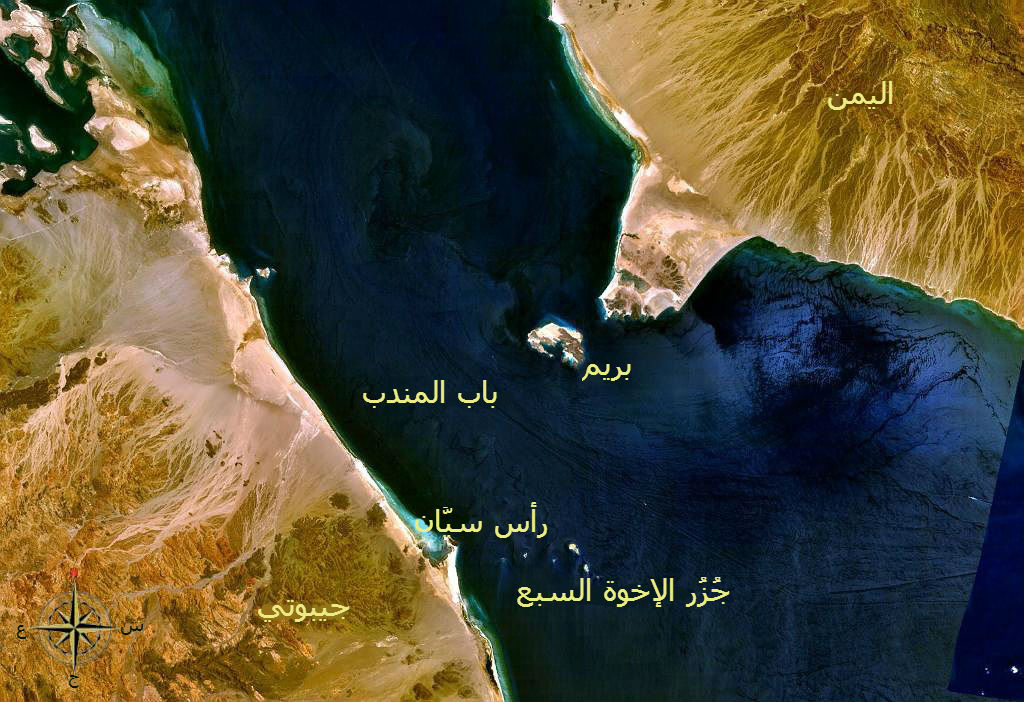
منطقة باب المندب مع الوصف

دكت الميون، المعروف أيضًا باسم المضيق الغربي، أو المضيق الكبير، أو الممر الكبير أو الممر الواسع، هو الجزء الغربي من مضيق باب المندب، الذي يفصل رأس المنهلي، اليمن، في شبه الجزيرة العربية من رأس سيان، جيبوتي، في القرن الأفريقي. يبلغ عرض المضيق حوالي 16 ميل (26 كـم) وعمق 170 قامة (310 م). تقسم جزيرة بريم اليمنية المضيق إلى قناتين، باب اسكندر وداكت الميون على التوالي. 
بالقرب من الساحل الأفريقي توجد مجموعة من الجزر الصغيرة المعروفة باسم الأخوة السبعة.